# Koirasaari (ö i Kajanaland, Kehys-Kainuu, lat 64,17, long 29,31)
Koirasaari är en ö i Finland. Den ligger i sjön Simunanjärvi och i kommunen Kuhmo i den ekonomiska regionen  Kehys-Kainuu  och landskapet Kajanaland, i den centrala delen av landet, 500 km nordost om huvudstaden Helsingfors. Öns area är 0,9 hektar och dess största längd är 170 meter i öst-västlig riktning.